# 佛山碘泡虫
佛山碘泡虫（学名：Myxobolus foshanensis）为碘泡科碘泡虫属的动物。在中国，分布于广东等，营寄生生活，寄生在鲮的肾。